# Aroffe
Pour les articles homonymes, voir Aroffe (homonymie).
Aroffe  (/a.ʁɔf/) est une commune française située dans le département des Vosges en région Grand Est.

## Géographie

### Localisation

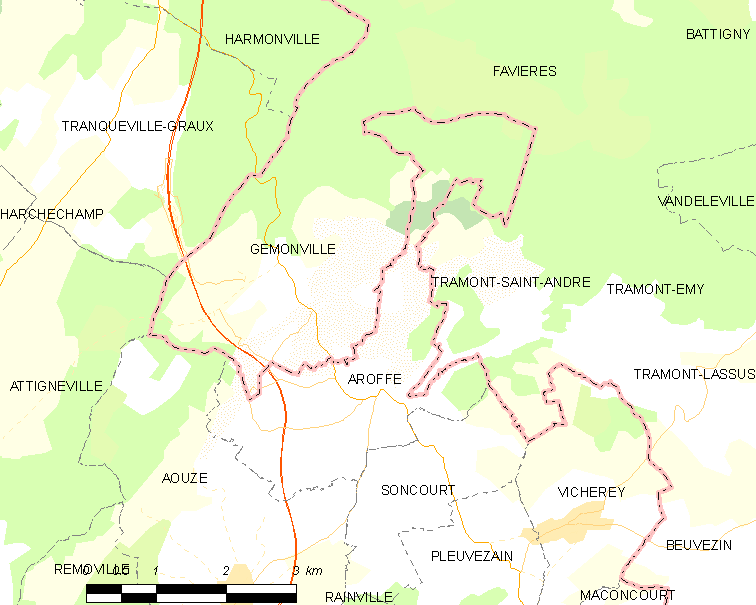
Situation géographique d'Aroffe.

Située à la frontière des Vosges, Aroffe est facilement repérable sur une carte car son territoire dessine une hache (voir carte ci-dessus).

### Géologie et relief
La commune se compose de 571,93 hectares de territoires agricoles (66,97 %) et 282,27 hectares de forêts et milieux semi-naturels (33,05 %).
Avec un climat semi-continental, les étés sont très chauds et les hivers très froids. Le village d'Aroffe se situe entre trois collines qui sont recouvertes de forêts et il est traversé par la rivière Aroffe. Celle-ci prend sa source à Trames fontaine sur le territoire de Beuvezin, en limite de Tramont-Lassus.

### Hydrographie et les eaux souterraines
Hydrogéologie et climatologie : Système d’information pour la gestion des eaux souterraines du bassin Rhin-Meuse :
Territoire communal : Occupation du sol (Corinne Land Cover); Cours d'eau (BD Carthage),
Géologie : Carte géologique; Coupes géologiques et techniques,
 Hydrogéologie : Masses d'eau souterraine; BD Lisa; Cartes piézométriques.

### Climat
Pour des articles plus généraux, voir Climat du Grand Est et Climat des Vosges.
En 2010, le climat de la commune est de type climat de montagne, selon une étude du Centre national de la recherche scientifique s'appuyant sur une série de données couvrant la période 1971-2000. En 2020, Météo-France publie une typologie des climats de la France métropolitaine dans laquelle la commune est exposée à un climat océanique altéré et est dans la région climatique Lorraine, plateau de Langres, Morvan, caractérisée par un hiver rude (1,5 °C), des vents modérés et des brouillards fréquents en automne et hiver.
Pour la période 1971-2000, la température annuelle moyenne est de 9,4 °C, avec une amplitude thermique annuelle de 16,6 °C. Le cumul annuel moyen de précipitations est de 986 mm, avec 12,9 jours de précipitations en janvier et 9,9 jours en juillet. Pour la période 1991-2020, la température moyenne annuelle observée sur la station météorologique de Météo-France la plus proche, « Rollainville », sur la commune de Rollainville à 13 km à vol d'oiseau, est de 10,3 °C et le cumul annuel moyen de précipitations est de 860,3 mm. 
La température maximale relevée sur cette station est de 39,6 °C, atteinte le 25 juillet 2019 ; la température minimale est de −18,2 °C, atteinte le 20 décembre 2009,,.
Les paramètres climatiques de la commune ont été estimés pour le milieu du siècle (2041-2070) selon différents scénarios d'émission de gaz à effet de serre à partir des nouvelles projections climatiques de référence DRIAS-2020. Ils sont consultables sur un site dédié publié par Météo-France en novembre 2022.

## Urbanisme

### Typologie
Au 1er janvier 2024, Aroffe est catégorisée commune rurale à habitat dispersé, selon la nouvelle grille communale de densité à sept niveaux définie par l'Insee en 2022.
Elle est située hors unité urbaine et hors attraction des villes,.

### Occupation des sols
L'occupation des sols de la commune, telle qu'elle ressort de la base de données européenne d’occupation biophysique des sols Corine Land Cover (CLC), est marquée par l'importance des territoires agricoles (67,2 % en 2018), une proportion identique à celle de 1990 (67,2 %). La répartition détaillée en 2018 est la suivante : 
prairies (47,2 %), forêts (31,7 %), zones agricoles hétérogènes (16,4 %), terres arables (3,5 %), milieux à végétation arbustive et/ou herbacée (1,1 %). L'évolution de l’occupation des sols de la commune et de ses infrastructures peut être observée sur les différentes représentations cartographiques du territoire : la carte de Cassini (XVIIIe siècle), la carte d'état-major (1820-1866) et les cartes ou photos aériennes de l'IGN pour la période actuelle (1950 à aujourd'hui).

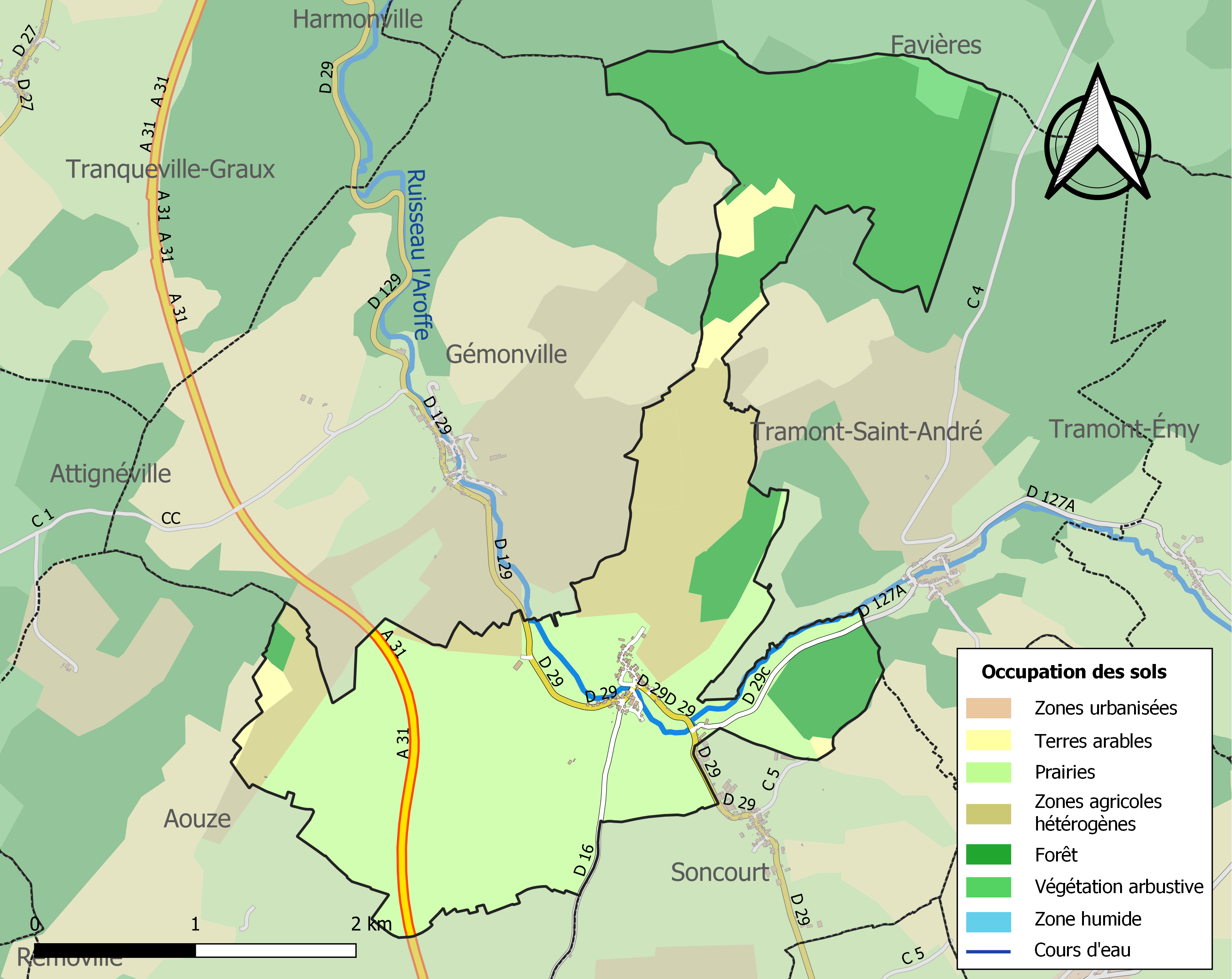
Carte des infrastructures et de l'occupation des sols de la commune en 2018 (CLC).

### Voies de communications et transports

#### Voies routières
- A31 (aussi appelée autoroute de Lorraine-Bourgogne). Échangeur Châtenois, Colombey-les-Belldes, Bulgnéville.

#### Transports en commun
- Fluo Grand Est.

#### Lignes SNCF
- Gare de Vittel
- Gare de Neufchâteau

#### Transports aériens
- L'Aéroport d'Épinal-Mirecourt « Vosges Aéroport ».

À partir de l'été 2021, l’aéroport d’Épinal-Mirecourt est devenu le "pélicandrome" de la Zone Est et servira ainsi de base de ravitaillement et d’intervention pour les avions bombardiers d’eau connus sous le nom de Dash 8.

## Toponymie
Le nom de la localité est attesté sous les formes Arufia (xe siècle) ; Efrouffe (1226) ; Arophe (1233) ; Arofe, Aroufe (1268) ; Araifle (1309) ; Aroffia (1329) ; Araphes (1337) ; Aroffe (1337) ; Araffes (1349) ; Aroffes (1389) ; Aroffiæ (1390) ; De Aruffiis, Aroffiis (1402) ; Arroffle (1504) ; L’Arauffe (1656) ; Aroffle (1756) ; Arufia (1768).

Ernest Nègre qui s’appuie sur le nom de la rivière l’Aroffe, affluent droit de la Meuse, qui passe à Aroffe et qui était attesté sous les formes fluviolo quae dicitur Urofia en 883, fluvius Arusia au Xe siècle, à lire probablement *Arufia, y voit peut-être l’hydronyme pré-celtique ar, « cours d’eau», et suffixe celtique uvius, donnant *ar-uvia (aqua), « eau courante ». Le nom de la rivière serait passé aux nom de lieux Aroffe.

## Histoire
L'histoire du village d'Aroffe se conjugue avec celle de la rivière éponyme au bord de laquelle il se situe.
Les incertitudes sont nombreuses quant à l'époque de création du village mais des vestiges découverts à proximité, sur le territoire de la commune de Gémonville, indique que cette région a bien été habitée par les Gaulois. L'âge des premières habitations remonterait ainsi aux alentours du Ier  ou  IIe siècle av. J.-C.. La Gaule belgique passe sous domination romaine au cours du Ier siècle av. J.-C. et cette longue époque gallo-romaine ne laissera aucun vestige à Aroffe, la plupart des pierres étant récupérées au cours des siècles comme matériaux de construction des maisons médiévales.
Le Moyen Âge, siècle de légendes à Aroffe
En 476 apr. J.-C., les hordes de barbares pillant tout envahissent la Gaule. Les Mérovingiens fondent une dynastie. Leur conversion au christianisme  aura une conséquence sur la population et sur les légendes d'Aroffe. Très tôt commence dans le village d'Aouze la chasse aux sorcières. Et une légende en sortira, légende qui a sa part de vérité. Elle commence en pleine chasse de sorcières à Aouze. Un habitant d'Aroffe, paysan comme la plupart, après avoir assisté à un procès de sorcières, repartit dans son village. Mais au même moment, un sorcier qui avait échappé au massacre jeta un sort à l'habitant d'Aroffe. Celui-ci se retrouva suspendu dans les airs. À ce moment, il pria la sainte Vierge de le faire descendre en contrepartie de quoi il construirait une chapelle. Son vœu fut exaucé et il construisit la chapelle à l'endroit où il retomba, entre Aroffe et Soncourt, sur l'une des trois collines d'Aroffe : la colline de Chaplemont.
Une autre légende se racontait dans le village sous forme de leçon religieuse. Celle-ci se déroule un dimanche, jour de repos. Un paysan amenait du foin en haut de l'une des collines quand tout à coup la sainte Vierge lui apparut. Elle lui demanda de rentrer chez lui car le dimanche était jour de repos. Le paysan continua à monter alors la sainte vierge lui prophétisa qu’il ne pourrait pas monter cette colline avec ses deux ânes. Il fallut tous les chevaux et les ânes du village pour qu'il puisse monter la colline.
La période du Moyen Âge ne fut pas qu'une période de légende. Dans la seconde partie du XVIe siècle, une église fut édifiée alors que le village comptait déjà la présence d'une chapelle. Cette église fut achevée en 1528 avec la pose d'une verrière remarquable.
À l'instar des villages environnant, Aroffe relevait du diocèse de Toul et dépendait de Vicherey qui disposait d'un château autrefois visité par le roi Dagobert qui aimait s'y reposer.
La Révolution et le XIXe siècle
En 1793 : pendant la période de la Révolution, la chapelle est détruite et pillée ; les pierres serviront à construire le reste de l'église et les terres sont vendues. Au XIXe siècle commence la révolution industrielle. Une tuilerie est construite ; elle marchera à plein régime jusqu'au XXe siècle. Un moulin pour faire la farine est construit, il fonctionnera jusqu'à la mort du boulanger pendant la guerre 1939-1945.
XXe et XXIe siècles

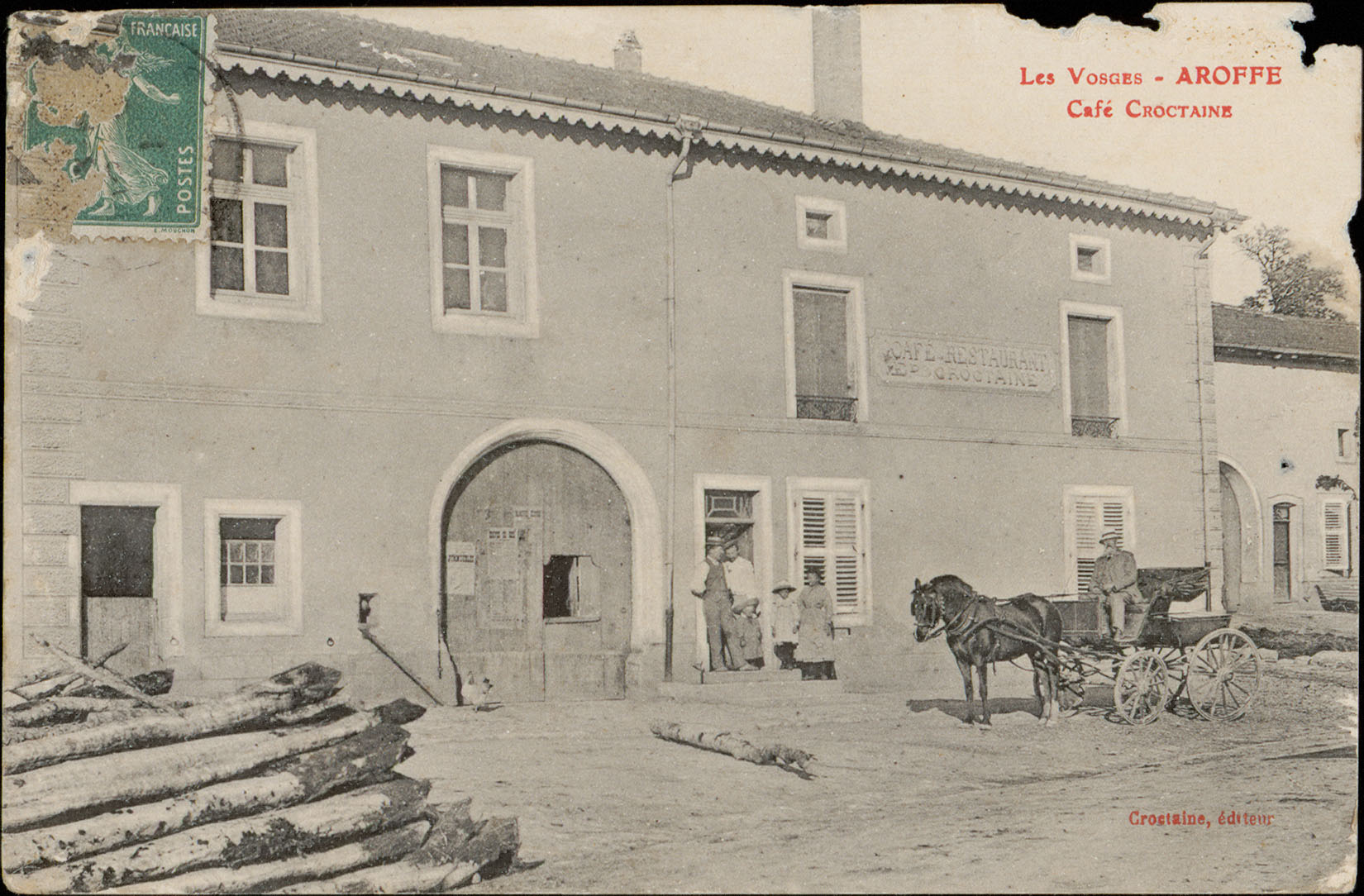
Vue historique du café Croctaine.

Au début du siècle est construit un cinéma animé par un curé. La guerre 1914-1918 marque beaucoup Aroffe. Mais ce n'est rien comparé à la Seconde Guerre mondiale ; le village est occupé. L'abbé Mathis curé d'Hennezel sera torturé et ne survivra pas à son supplice. Le boulanger est déporté et ne reviendra pas. Des Polonais se réfugient dans les forêts. Maurice Gérard, un habitant, après avoir sauvé un parachutiste anglais et ayant manqué le couvre-feu, sera lui aussi déporté en camp de concentration ; il sera délivré par les Russes. Après la guerre, Le village subit un exode rural prononcé : le cinéma et le bar ferment et ne subsiste que le garage.

## Politique et administration
| Période                                  | Période                   | Identité                                                  | Étiquette | Qualité                                          |
| ---------------------------------------- | ------------------------- | --------------------------------------------------------- | --------- | ------------------------------------------------ |
| Les données manquantes sont à compléter. |                           |                                                           |           |                                                  |
|                                          | 1864                      | Nicolas Victor Duval                                      |           |                                                  |
| 1865                                     | 1881                      | Victor Claude                                             |           |                                                  |
| 1881                                     | 1894                      | Joseph Gérard                                             |           |                                                  |
| 1894                                     | 1900                      | Anatole Didelot                                           |           |                                                  |
| 1900                                     | après 1904                | Émile Duval                                               |           |                                                  |
|                                          |                           |                                                           |           |                                                  |
| mars 2001                                | mars 2008                 | Michel Croctaine                                          | DVD       |                                                  |
| mars 2008                                | octobre 2016              | Claude Blain (°1930)                                      | DVD       | Retraité, démissionnaire                         |
| novembre 2016                            | En cours (au 25 mai 2020) | Marie-Agnès Foray (°1934) Réélue pour le mandat 2020-2026 | DVD       | Artisan, commerçant, chef d'entreprise retraitée |

### Budget et fiscalité 2023

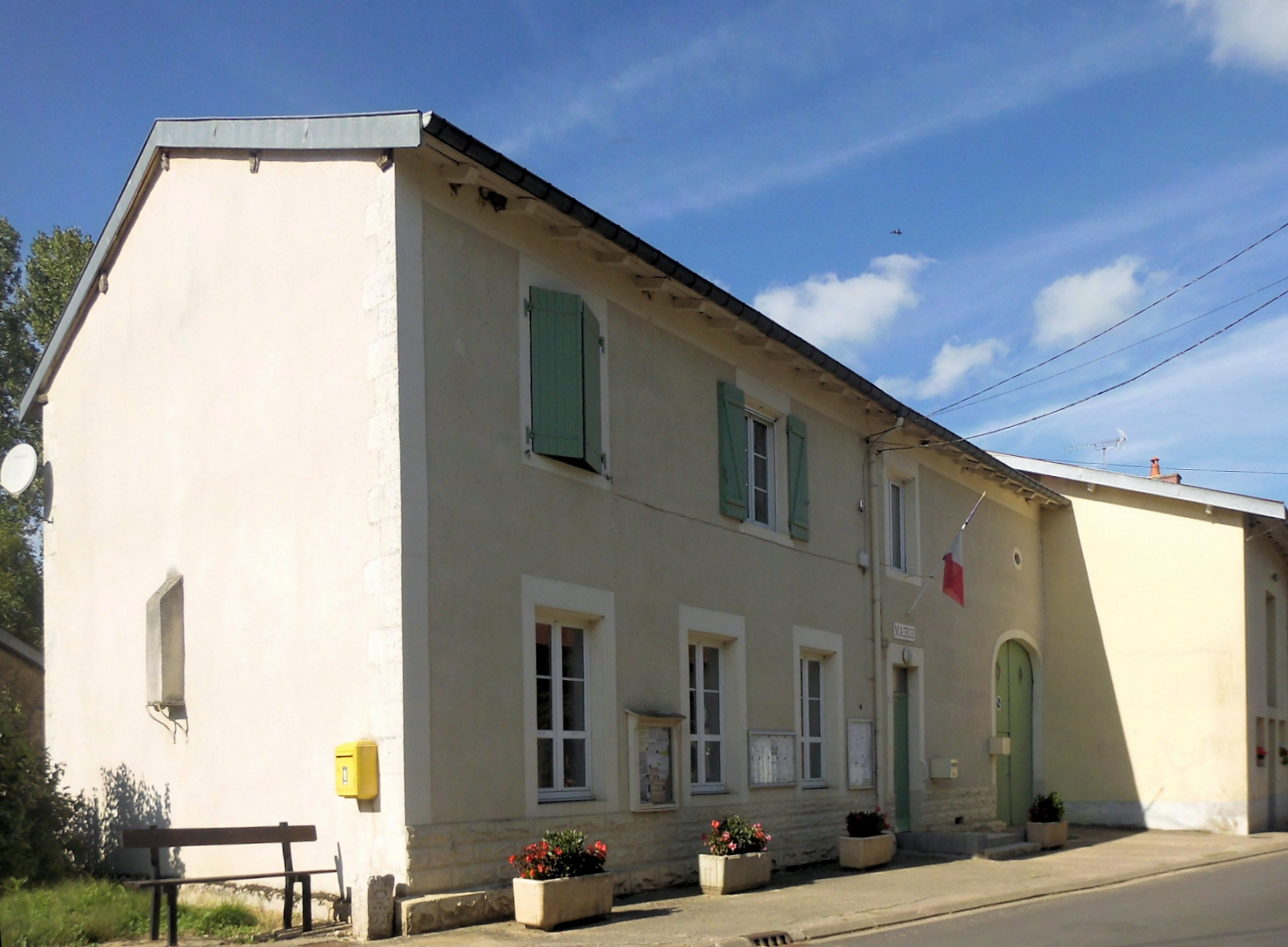
La mairie.

En 2023, le budget de la commune était constitué ainsi :
- total des produits de fonctionnement : 139 000 €, soit 1 562 € par habitant ;
- total des charges de fonctionnement : 106 000 €, soit 1 193 € par habitant ;
- total des ressources d'investissement : 1 000 €, soit 9 € par habitant ;
- total des emplois d'investissement : 34 000 €, soit 385 € par habitant ;
- endettement : 0 €, soit 4 € par habitant.

Avec les taux de fiscalité suivants :
- taxe d'habitation : 11,28 % ;
- taxe foncière sur les propriétés bâties : 37,03 % ;
- taxe foncière sur les propriétés non bâties : 20,95 % ;
- taxe additionnelle à la taxe foncière sur les propriétés non bâties : 0,00 % ;
- cotisation foncière des entreprises : 0,00 %.

Chiffres clés Revenus et pauvreté des ménages en 2021 : médiane en 2021 du revenu disponible, par unité de consommation.

## Population et société

### Démographie

#### Évolution démographique
Les habitants sont nommés les Aruffiens  et les Aruffiennes .
L'évolution du nombre d'habitants est connue à travers les recensements de la population effectués dans la commune depuis 1793. Pour les communes de moins de 10 000 habitants, une enquête de recensement portant sur toute la population est réalisée tous les cinq ans, les populations de référence des années intermédiaires étant quant à elles estimées par interpolation ou extrapolation. Pour la commune, le premier recensement exhaustif entrant dans le cadre du nouveau dispositif a été réalisé en 2005.

En 2022, la commune comptait 91 habitants, en évolution de +9,64 % par rapport à 2016 (Vosges : −2,96 %, France hors Mayotte : +2,11 %).
| 1793 | 1800 | 1806 | 1821 | 1831 | 1836 | 1841 | 1846 | 1856 |
| ---- | ---- | ---- | ---- | ---- | ---- | ---- | ---- | ---- |
| 250  | 250  | 287  | 281  | 308  | 312  | 315  | 319  | 309  |

| 1861 | 1866 | 1876 | 1881 | 1886 | 1891 | 1896 | 1901 | 1906 |
| ---- | ---- | ---- | ---- | ---- | ---- | ---- | ---- | ---- |
| 298  | 295  | 258  | 241  | 239  | 255  | 236  | 216  | 226  |

| 1911 | 1921 | 1926 | 1931 | 1936 | 1946 | 1954 | 1962 | 1968 |
| ---- | ---- | ---- | ---- | ---- | ---- | ---- | ---- | ---- |
| 214  | 154  | 148  | 149  | 156  | 139  | 139  | 147  | 118  |

| 1975 | 1982 | 1990 | 1999 | 2005 | 2006 | 2010 | 2015 | 2020 |
| ---- | ---- | ---- | ---- | ---- | ---- | ---- | ---- | ---- |
| 98   | 92   | 77   | 82   | 92   | 94   | 99   | 86   | 89   |

| 2022 | - | - | - | - | - | - | - | - |
| ---- | - | - | - | - | - | - | - | - |
| 91   | - | - | - | - | - | - | - | - |

### Enseignement
Établissements d'enseignements :
- Écoles maternelles et primaires à Pleuvezain, Rainville, Favières, Martigny-les-Gerbonvaux.
- Collèges à Châtenois, Colombey-les-Belles, Neufchâteau, Vézelise.
- Lycées à Neufchâteau, Mandres-sur-Vair, Mirecourt.

### Santé
Professionnels et établissements de santé :
- Médecins à Vicherey, Gironcourt-sur-Vraine, Châtenois, Colombey-les-Belles, Neufchâteau.
- Pharmacies à Vicherey, Gironcourt-sur-Vraine, Châtenois, Colombey-les-Belles, Neufchâteau.
- Hôpitaux à Neufchâteau, Mirecourt, Mattaincourt, Vittel.

### Cultes
- Culte catholique, Paroisse Saint-Jean-Baptiste-au-Pays-de-Châtenois[30], Diocèse de Saint-Dié.

## Économie

### Entreprises et commerces

#### Commerces
- Commerces et services de proximité[31].

## Culture locale et patrimoine

### Lieux et monuments
- Dans les forêts et sur les trois collines entourant le village, il est possible de trouver de petites étoiles minérales à l'instar de celles qui affleurent le sol de la colline de Sion.
- Grotte du Haut-du-Mont : cette grotte, appelée Trou de la Graiotte ; d'une profondeur de 16 m, elle se situe à une altitude de 400 m et à une distance de 1 200 m de l'église[32].
- Vieux moulin en bordure de village.
- Lavoirs dont l'un demeure en état d'usage.
- Église Saint-Sulpice[33].

Patrimoine mobilier :
* Tableau et son cadre : Adoration des Bergers.
* Statue Ecce homo.
* Statue saint évêque.
* Fonts baptismaux.
* Statue Vierge de Pitié.
* Statue Saint Roch.
- Croix et symboles religieux fréquents dans le village. Trois croix sont décrites en détail par l'abbé Chapelier (Charles Chapelier, «Les anciennes Croix et les Bas-Reliefs du canton de Châtenois », Bulletin de la Société philomatique vosgienne, 1891, p. 91-92 :
  - maison au Retable dont la façade est ornée d'une scène sculptée dans laquelle les douze apôtres entourent Jésus crucifié[41] ;
  - nombre de façades de maisons disposent également de niches abritant chacune une statue mariale ;
  - croix-calvaire de l'église[42] ;
  - croix de chemin en pierre du XVIe siècle qui a fait l’objet d’un classement au titre des monuments historiques par arrêté du 14 juin 1909[43],[44].

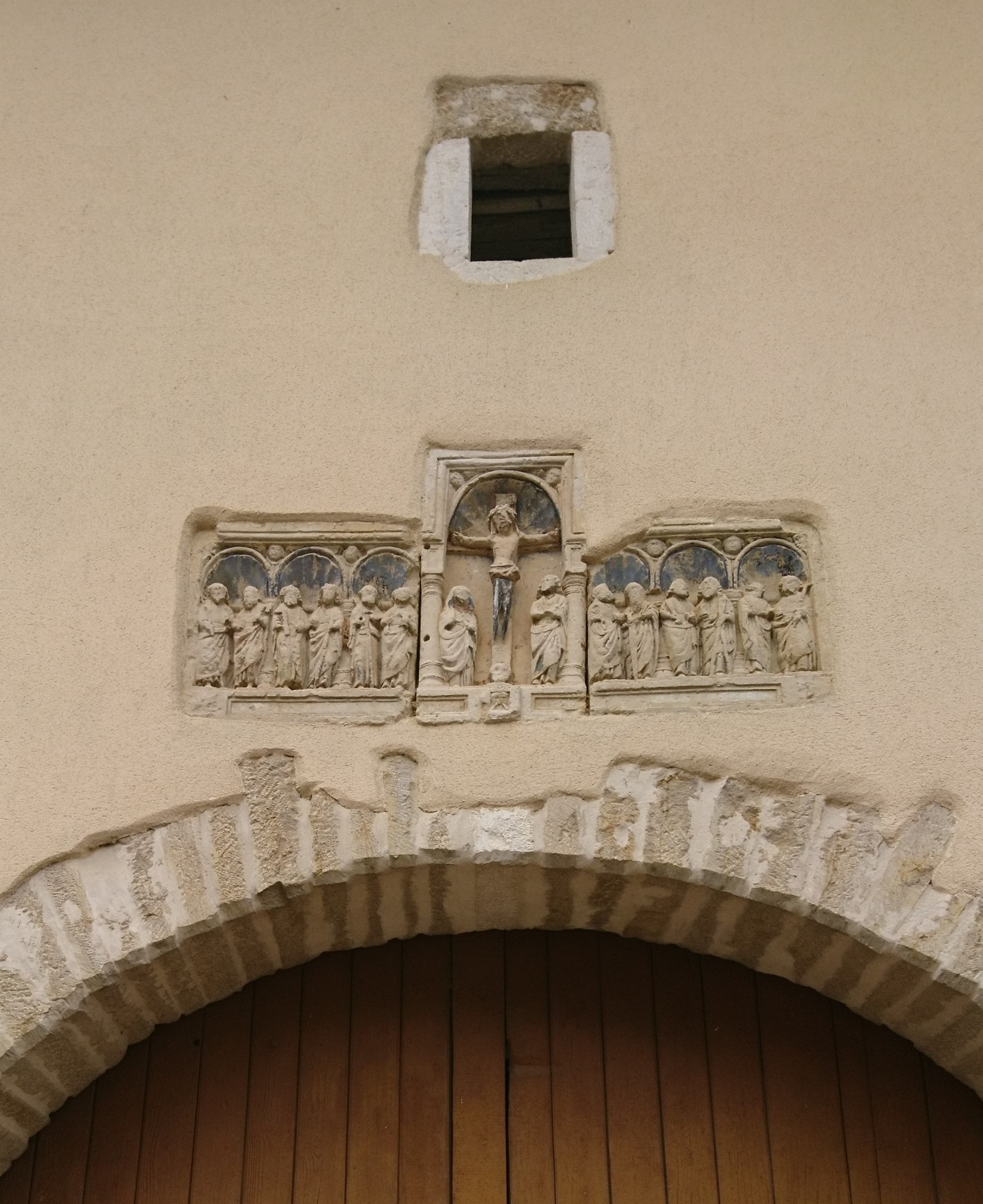
Maison au retable.
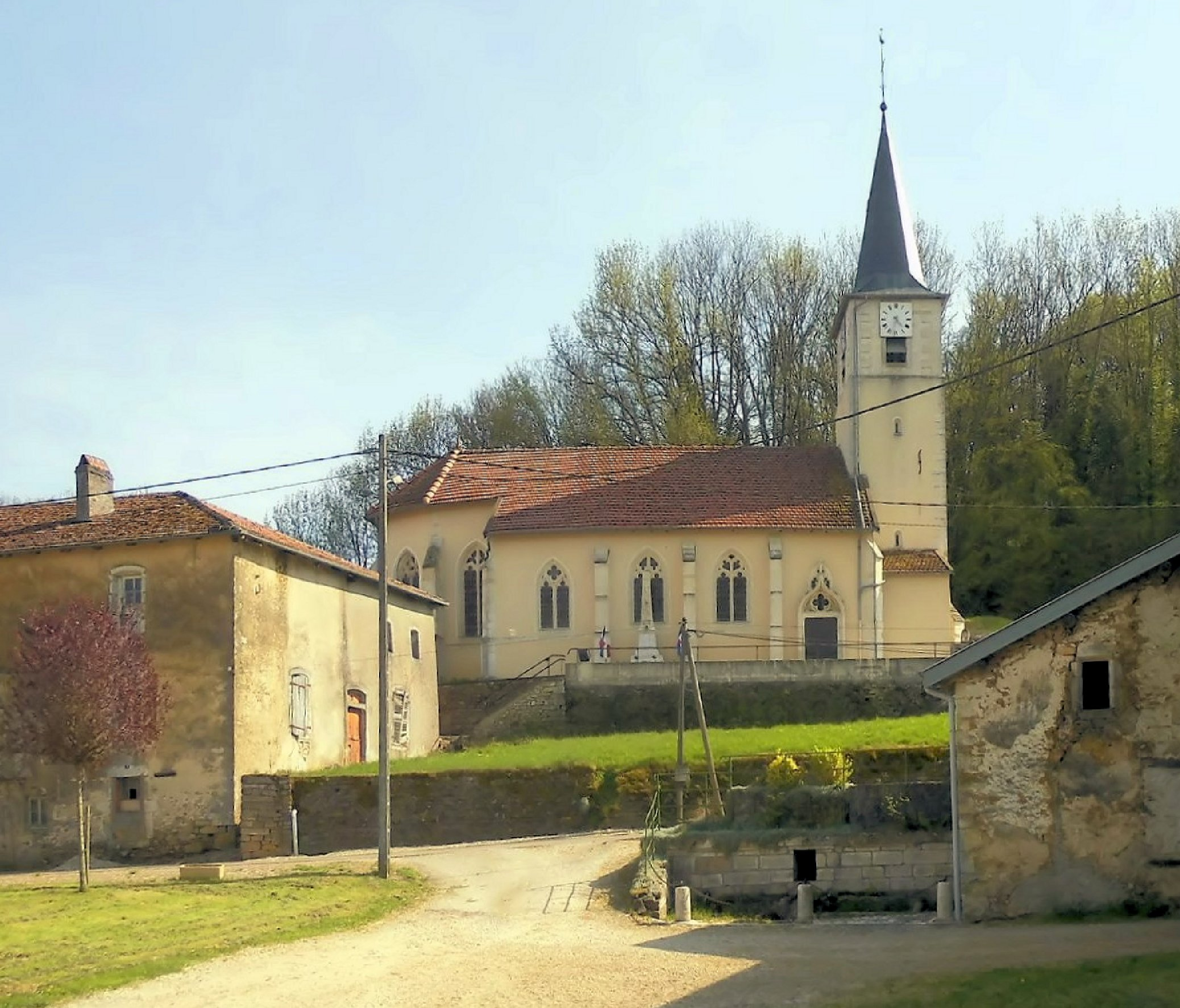
L'église Saint-Sulpice.
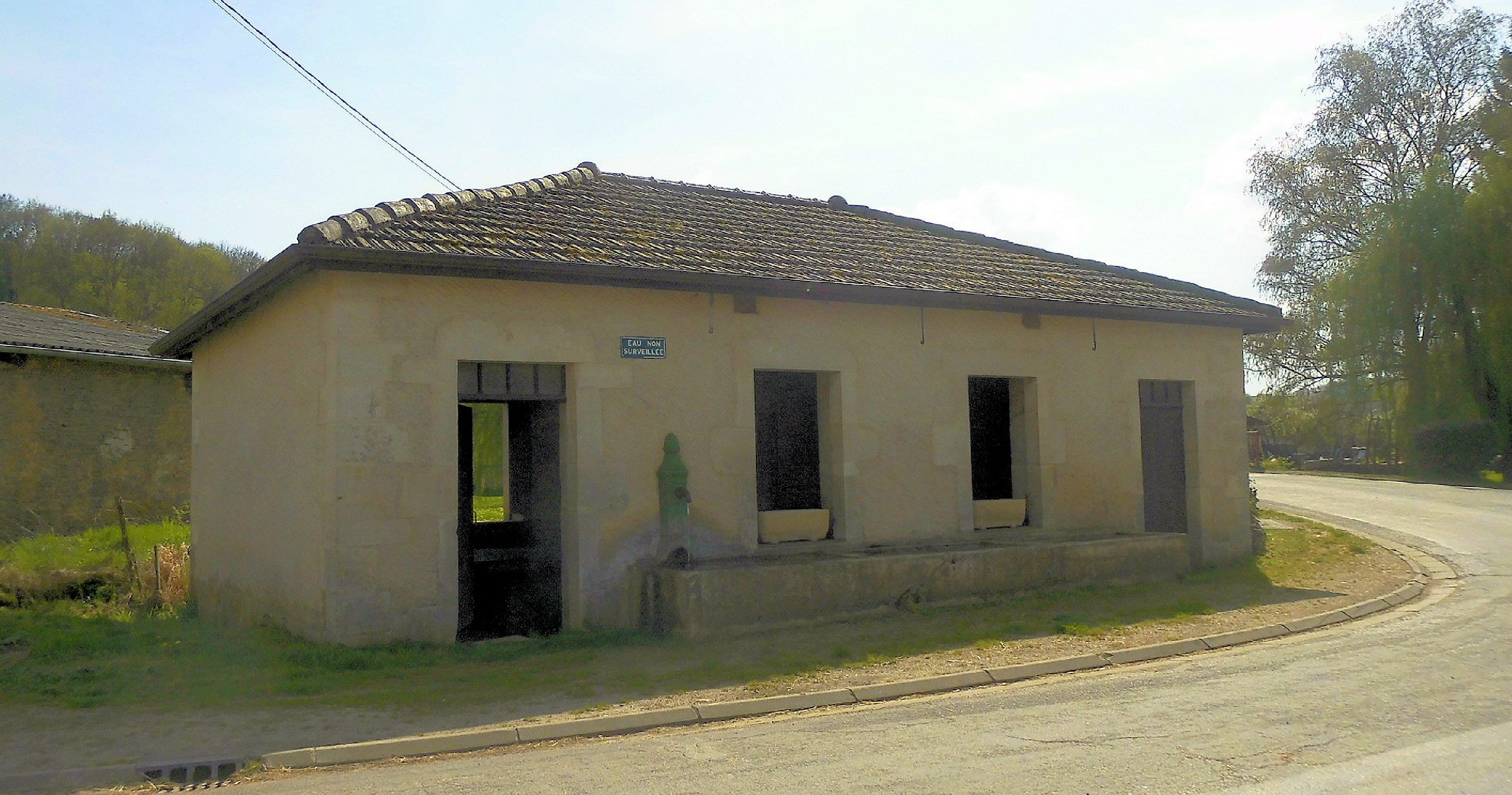
Lavoir dans la rue principale.
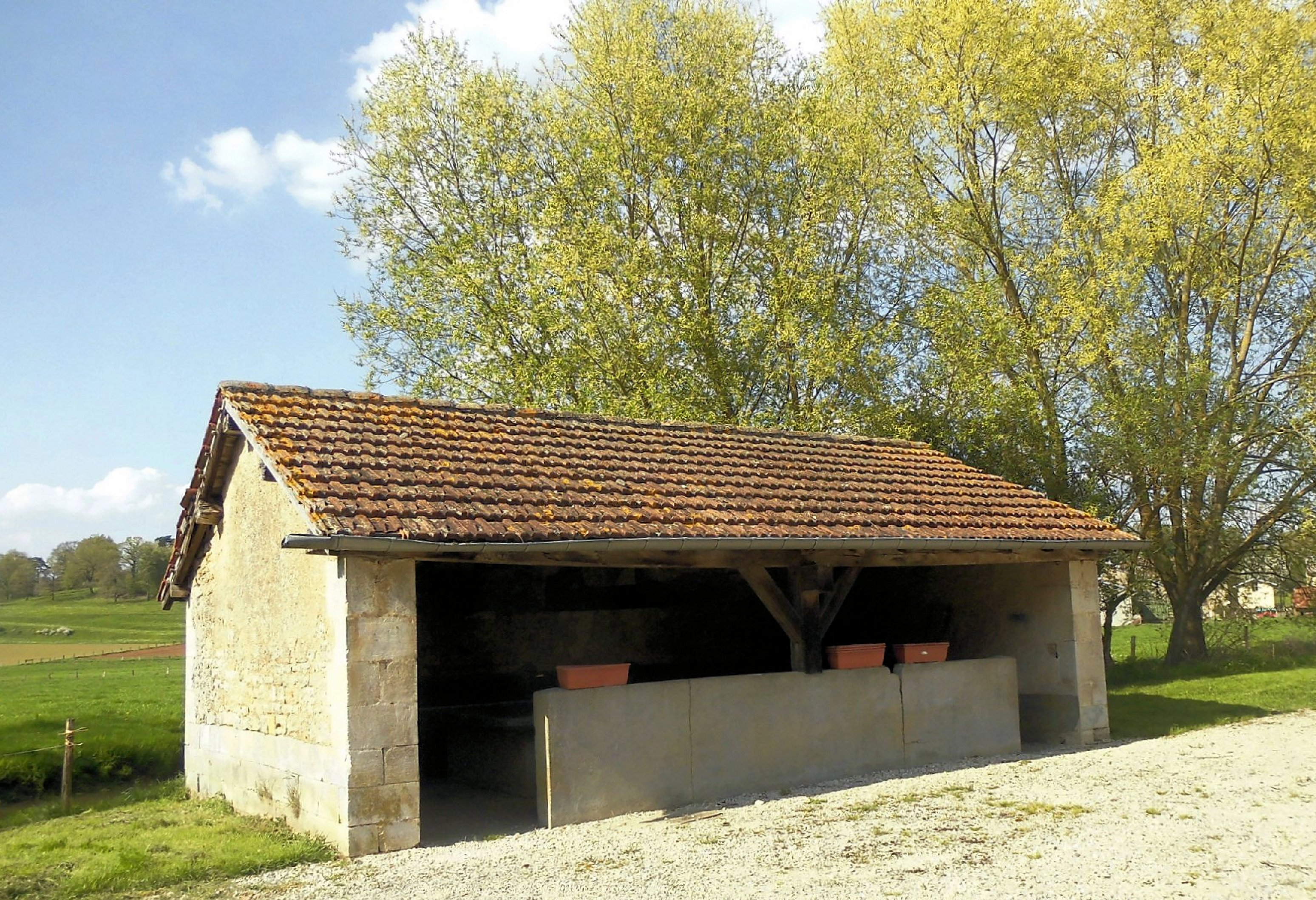
Lavoir dans la rue de l'église.
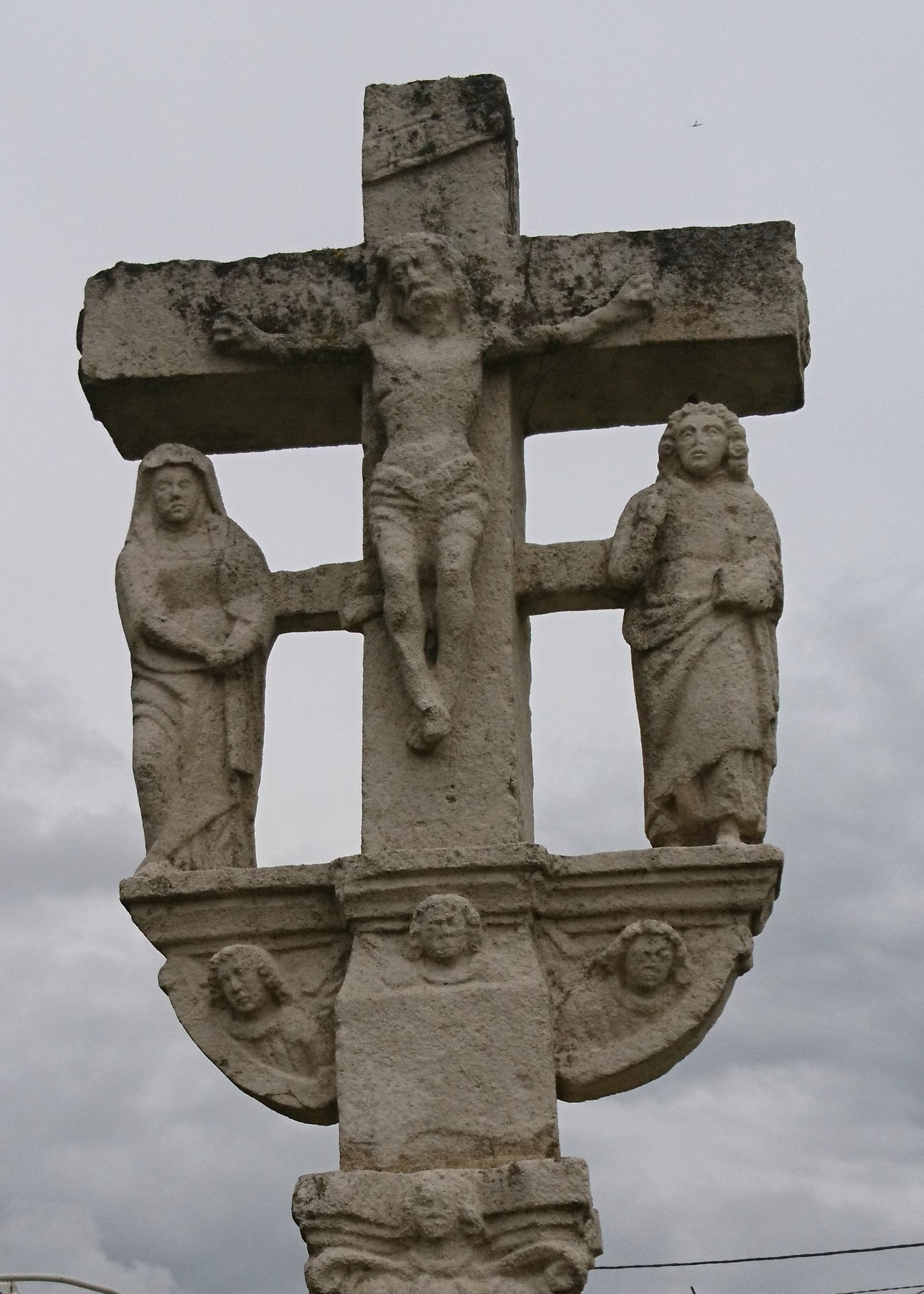
Croix de chemin, classée Monument historique.

### Personnalités liées à la commune
- Médaillés de Sainte-Hélène[45].

### Héraldique
| Blason | Blasonnement : D'or à la bande ondée d'azur chargée d'un poisson d'argent entre deux feuilles de chêne du même, accompagnée en chef par un calvaire de gueules et en pointe par une roue de moulin du même. Commentaires : La bande ondée et le poisson symbolisent l'Aroffe, rivière qui a donné son nom au village. Le calvaire et la roue de moulin indiquent des édifices de la localité. Les feuilles de chêne évoquent les forêts entourant Aroffe,. |

## Pour approfondir